# László Sárosi
Lászlo Sárosi (ur. 27 lutego 1932 w Budapeszcie, zm. 2 kwietnia 2016) – węgierski piłkarz występujący na pozycji obrońcy. 

## Kariera sportowa
Reprezentant Węgier, trener piłkarski. Uczestnik mistrzostw świata 1958, 1962 oraz mistrzostw Europy 1964.
W barwach reprezentacji Węgier rozegrał 46 spotkań, nie zdobył żadnego gola. Na dwóch turniejach mistrzostw świata rozegrał 8 spotkań.
Przez całą swoją karierę, reprezentował barwy jednego klubu – Vasas SC.